# Pataura
Pataura – gaun wikas samiti w środkowej części Nepalu  w strefie Narajani w dystrykcie Rautahat. Według nepalskiego spisu powszechnego z 2001 roku liczył on 943 gospodarstw domowych i 6027 mieszkańców (2900 kobiet i 3127 mężczyzn).